# 维列斯拉温火车站 (布拉格地铁)
维列斯拉温火车站是布拉格地铁A线的一座车站。此站附近有同名火车站。在此处可换乘119路公交车前往布拉格机场。